# Doketismus
Der Doketismus (griechisch δοκεῖν dokein „scheinen“) ist eine Lehre, der die Auffassung zugrunde liegt, dass die Materie niedrig und böse sei, und die Christus nur einen Scheinleib zuerkennt. So sei Jesus aus doketischer Sicht Gott geblieben, weil seine physische Existenz sein Wesen nicht berührt habe, er also nur zum Schein gelitten habe und gestorben sei. Das Menschsein und die Geschichtlichkeit Christi werden damit im Doketismus aufgegeben oder zumindest eingeschränkt.

## Geschichte
Die Ansicht verschiedener frühchristlicher Gruppen, dass alle Materie unrein sei, weshalb Christus keine Stoffgestalt annehmen könne, wurde schon in den Briefen des Ignatius von Antiochien (ca. 110 n. Chr.) bekämpft. Zudem wirft er seinen Gegnern vor, sie lehrten, Christus habe nur zum Schein gelitten. Später hat Irenäus, um ebenfalls dem Doketismus entgegenzuwirken, die apologetische Logos-Christologie mit einer betonten Inkarnationstheologie verbunden. Häufig wird auch vermutet, schon im 1. Johannesbrief (der zwischen Mitte des ersten Jahrhunderts bis ins 1. Jahrzehnt des 2. Jahrhunderts datiert wird) sei Doketismus bereits als Gegnerposition gegeben (1. Joh. 1,1-3 ; 1. Joh. 4,2-3 ), so die Positionen von Weigandt und Uebele. Als Quellen werden sowohl hellenistische Auffassungen, wie die Ideenlehre Platons, gesehen, die die Materie als minderwertig betrachteten, als auch der judenchristliche Monotheismus, der an der Menschwerdung und dem Leiden Gottes Anstoß nahm.
Der Doketismus ging später im Gnostizismus und Manichäismus auf. Da viele gnostische Lehren auch doketisch sind, nahm man lange an, dass der Doketismus aus der Gnosis entstanden oder gar mit ihr identisch sei.
Die römische Kirche verurteilte mit Tertullian den Doketismus, da sie gerade das Leiden und Sterben am Kreuz als zentralen Bestandteil ihres Erlösungsglaubens betrachtete.

## Beispiele für Doketismus
- Der Gnostiker Addru Cerdo (Κέρδων Kerdōn) vertritt die Auffassung, dass Christus nur als Trugbild (in phantasmate) in der Welt gewesen, nicht geboren sei und nur vermeintlich gelitten (quasi passum) habe.
- Markion meint, dass Christus als Mensch erschien, obwohl er kein Mensch war, und dass er weder Geburt noch Leiden wirklich auf sich genommen habe, sondern nur zum Schein. Jesus habe sich in »Gestalt eines Menschen« offenbart und Markion habe die Stellen über die (menschliche) Geburt Jesu aus seiner Bibel eliminiert.[3] Die doketistische Christologie Markions impliziert demnach eine Abwertung des Leibes und das Heil allein der Seele.[3]
- Von Basilides (um 133) berichtet Irenäus von Lyon die Vorstellung, dass Simon von Cyrene die Gestalt Jesu angenommen und an dessen Stelle am Kreuz gestorben sei, während dieser selbst sich unsichtbar gemacht und als „unkörperliche Kraft“ (virtus incorporalis) zum Vater aufgestiegen sei.[3][9]
- Valentinus, er hatte einen psychischen Leib Christi gelehrt, schrieb: „Und Valentinus sagt in seinem Brief an Agathopus: Jesus ertrug alles und war enthaltsam; er suchte sich das Gottsein zu erwerben; er aß und trank auf eine nur ihm eigene Weise, indem er die Speisen nicht wieder von sich gab; so groß war die Macht seiner Enthaltsamkeit, dass die Speise in ihm nicht dem Verderben unterlag; denn er selbst unterlag dem Verderben nicht.‘“[3][10]
- In einer anderen Form des Doketismus bediente sich nach Cerinthus der göttliche Christus eines gewöhnlichen Menschen (Jesus) als Medium, auf den er bei der Taufe im Jordan herabstieg („Du bist mein geliebter Sohn, ich habe dich heute gezeugt.“ Lk 3,22 EU), und den er vor dem Kreuzestod wieder verließ („Mein Gott, mein Gott, warum hast du mich verlassen“ Mk 15,34 EU; Mt 27,46 EU).
- Mani, Begründer des Manichäismus deutete an, dass nicht der Erlöser (Soteriologie), sondern ein anderer, der Teufel, gekreuzigt wurde.[11][3] Originalquellen zeigen allerdings eine sehr differenzierte doketische Auffassung Jesu, der als Apostel des Lichtes auf der Welt war, dort in der Passion gelitten hat und gekreuzigt wurde, aber nur seine äußere Form (ein ⲥⲭⲏⲙⲁ) am Kreuz starb, während das Göttliche in ihm unversehrt blieb.[12]
- Im Koran lässt sich eine doketische Sicht des Todes Jesu erkennen[13] in der Sure 4 Vers 157f.

„157 und (weil sie) sagten: 'Wir haben Christus Jesus, den Sohn der Maria und Gesandten Allahs, getötet.' - Aber sie haben ihn (in Wirklichkeit) nicht getötet und (auch) nicht gekreuzigt. Vielmehr erschien ihnen (ein anderer) ähnlich (so dass sie ihn mit Jesus verwechselten und töteten). Und diejenigen, die über ihn (oder: darüber) uneins sind, sind im Zweifel über ihn (oder: darüber). Sie haben kein Wissen über ihn (oder: darüber), gehen vielmehr Vermutungen nach. Und sie haben ihn nicht mit Gewißheit getötet (d. h. sie können nicht mit Gewißheit sagen, daß sie ihn getötet haben).
158 Nein, Gott hat ihn zu sich (in den Himmel) erhoben. Gott ist mächtig und weise.“